# Felix Johann Albrecht Mylius
Felix Johann Albrecht Mylius (auch: Felix Johann Albrecht Müller) (* 1717 in Regensburg; † 11. Juli 1792 in Sondershausen) war ein deutscher Jurist.

## Leben
Felix Johann Albrecht Mylius war ein Sohn des Regensburger Ratsherrn Johann Ludwig Mylius (* 24. Januar 1682 in Rupprechtstein bei Etzelwang; † 3. Juli 1733 in Regensburg). Er hatte noch einen Bruder und zwei Schwestern.
Er besuchte das Gymnasium Poeticum in Regensburg, dazu erhielt er von seinem Vater intensiven Latein-Unterricht, so dass er die Sprache nach kurzer Zeit wie seine Muttersprache sprach.
Trotz des Todes seines Vaters ermöglichte ihm ein Familienstipendium ein achtjähriges Studium der Rechtswissenschaften an der Universität Altdorf und der Universität Jena. Nach Beendigung seines Studiums kehrte er 1741 nach Regensburg zurück, fand jedoch keine Aussicht auf eine Anstellung. Auf Empfehlung des Grafen Gustav Adolf von Gotter, mit dem er in freundschaftlicher Verbindung stand, erhielt er die Aussicht auf eine Auditeurstelle in einem preußischen Regiment. Bei der Hinreise nach Preußen reiste er über Sondershausen, um dort den Fürsten Heinrich XXXV. aufzusuchen, der mit seinen Eltern bekannt war und gegebenenfalls in dessen Dienste zu treten. Der Fürst konnte ihm keine Stelle anbieten, sollte jedoch in Zukunft etwas frei werden, würde er ihn einstellen, bis dahin bot er ihm einstweilen eine freie Advokatur in seinem Land an.
Nach kurzer Zeit verschaffte ihm dieses Geschäft auch ein einträgliches Einkommen. Dazu gewann er einen Rechtsstreit, bei der ihn die spätere Witwe seines Gegners zu ihrem Vormund wählte. Unter den Papieren von deren Ehemann befanden sich Akten, die eine Familienangelegenheit des Prinzen August zu Ebeleben, ein Bruder des später regierenden Fürsten Heinrich XXXV. betrafen, die er dem Prinzen mitteilte. Dies führte zur Bekanntschaft mit dem Prinzen, der ihn darauf zum Sekretär und Begleiter seiner beiden Söhne ernannte, als diese 1749 auf das Collegium Carolinum (eine 1745 in Braunschweig gegründeten Bildungseinrichtung, Vorläufer der Technischen Universität Braunschweig). gesandt wurden. Einige Jahre nach ihrer Rückkehr erhielt der ältere, Christian Günther, 1758 die Regierungsgeschäfte und ernannte Felix Johann Albrecht Mylius zum Hof- und Konsistorialrat.
1760 wurde sein Freund aus Braunschweiger Zeiten, der Oberhofprediger Nikolaus Dietrich Giseke aus Quedlinburg als Superintendent nach Sondershausen berufen. Dieser erhielt 1763 den Ruf als Senior nach Frankfurt am Main. Er konnte seinen Freund jedoch dazu bewegen, diesen Ruf abzulehnen. Dieser verstarb zwei Jahre später 1765, so dass Felix Johann Albrecht Mylius aus Gewissensgründen der hinterlassenen Witwe und deren fünf Kinder ein Jahrgeld bis zu seinem eigenen Tod zahlte. Dies ermöglichte den vier Söhnen der Witwe den Besuch einer Universität zum Studium.
Felix Johann Albrecht Mylius war ein Übersetzer der römischer Dichter Vergil, Ovid, Horaz, Juvenal und Aulus Persius Flaccus.